# Галвиня, Велта Яновна
Ве́лта Я́новна Га́лвиня (латыш. Velta Galviņa; род. 1928 год) — советский латвийский государственный и хозяйственный деятель, бригадир овцеводческой фермы колхоза «Сарканайс старс» Мадонского района Латвийской ССР, Герой Социалистического Труда (1971).

## Биография
Родилась в 1928 году в Латвии. Латышка.
Трудовую деятельность начала работницей Лиезерского потребительского общества. С 1948 года — конюх колхоза «Виениба» Мадонского района Латвийской ССР, с 1956 овцевод колхоза «Яунайс ритс» Мадонского района, позднее бригадир овцеводческой фермы колхоза «Сарканайс старс» Мадонского района.
В 1963 году вступила в КПСС; была кандидатом в члены ЦК Компартии Латвии.
Указом Президиума Верховного Совета СССР от 8 апреля 1971 года удостоен звания Героя Социалистического Труда «за выдающиеся успехи, достигнутые в развитии сельскохозяйственного производства и выполнении пятилетнего плана продажи государству продуктов земледелия и животноводства» с вручением ордена Ленина и золотой медали Серп и Молот.
Награждена орденами Октябрьской Революции (27.12.1976), Трудового Красного Знамени (01.10.1965), медалями.
Избиралась депутатом Верховного Совета Латвийской ССР 6-го, 8-го, 9-го и 10-го созывов, делегатом XXIV съезда КПСС.